# Járulékos ideg

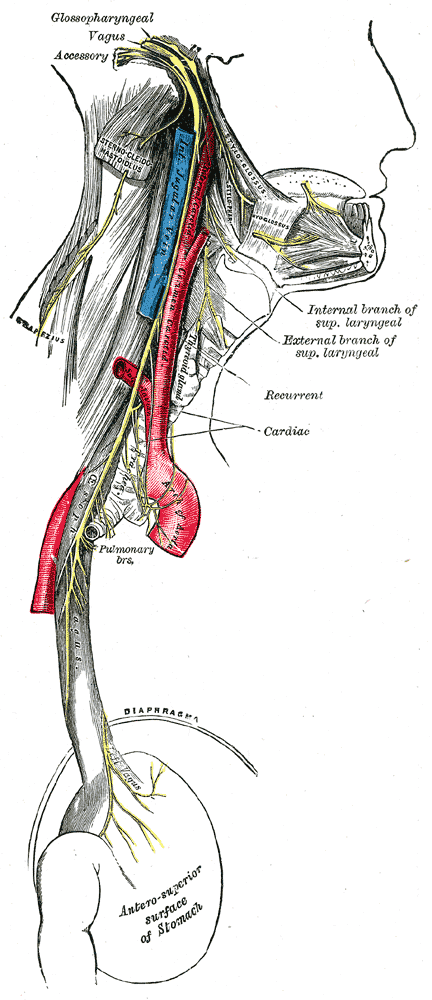
Nervus vagus, glossopharyngeus, accessorius.

A járulékos ideg részben csatlakozik a bolygóideghez és annak bizonyos területekre kiterjedő mozgató működését végzi. Önállóan beidegzi a trapéz- és a fejbiccentő izmokat. A járulékos ideg (XI. agyideg) (nervus accessorius) tisztán motoros ideg, amely koponyai (cranialis) és a  gerincvelői (spinalis) gyökereinek egyesülésével jön létre.

## A koponyai gyökér(radix (pars) cranialis)
A koponyai gyökeret a nucleus ambiguus idegsejtjeinek axonjai alkotják. A mag corticonuclearis rostokat kap mindkét oldali agyféltekéből. Efferens rostjai a nyúltvelőn elülső lépnek ki a központi idegrendszerből az olajkamagot oldalról határoló barázdában.

### A koponyai gyökér lefutása
Az ideg oldalra fut a hátsó koponyagödörben és csatlakozik a gerincvelői gyökérhez. A két gyökér egyesül és a koponyaüregből a foramen jugularen keresztül lép ki. A gyökerek ezután szétválnak, és a koponyai gyökér a bolygóideghez csatlakozik és annak garati és visszahajló, a gége beidegzésére szolgáló ágaival a lágy szájpad, a garat és a gége izmaihoz fut.

## Gerincvelői gyökér(radix (pars) spinalis)
A gerincvelői gyökeret a gerincvelői magban (nucleus spinalis) lévő idegsejtjeinek axonjai alkotják. Ezek az idegsejtek a gerincvelő szürkeállománya elülső oszlopának felső öt nyaki szelvényében helyezkednek el. Mindkét oldali agyféltekéből kapnak corticospianalis rostokat.

### Gerincvelői gyökér lefutása
Az idegrostok a gerincvelőből oldalt, a gerincvelői idegek elülső és hátsó gyökerei között, középen lépnek ki. A rostok egy idegtörzset képeznek, amely felszáll a koponyaüregbe a foramen magnumon keresztül. A gerincvelői gyökér oldalra fut és csatlakozik a koponyai gyökérhez a koponyaüregből való kilépéskor. Egy rövid szakasz után a két gyökér szétválik. A gerincvelői gyökér a fejbiccentő- és a trapézizmokat idegzi be. A bolygóideghez csatlakozó koponyai gyökér (accessorius vagi) a lágy szájpad, a garat és a gége izmainak beidegzésében vesz részt.